# Rhopospina
Genre
Rhopospina est un genre d'oiseaux Passeriformes de la famille des Thraupidae.

## Liste des espèces
Selon la classification de référence du Congrès ornithologique international (1 janvier 2024), il comporte quatre espèces :
- Rhopospina fruticeti (Kittlitz, 1833) – Phrygile petit-deuil
- Rhopospina caerulescens (Wied-Neuwied, M, 1830) – Porphyrin à bec jaune
- Rhopospina alaudina (Kittlitz, 1833) – Phrygile à queue barrée
- Rhopospina carbonaria (d'Orbigny & Lafresnaye, 1837) – Phrygile charbonnier

## Classification
Le nom valide complet (avec auteur) de ce taxon est Rhopospina Cabanis, 1851.